# UCoz
uCoz es un sistema de alojamiento web gratuito con un completo sistema de gestión de contenidos (CMS) por sus siglas en inglés, a la fecha de hoy existen más de un millón de sitios web creados con la ayuda de este sistema. En uCoz pueden utilizarse los módulos para la creación de un completo sitio web profesional en un solo paquete, por separado, por ejemplo: blog, noticias, foros, faq, etc.
sitios web.

## Historia
La base de la elaboración del servicio fue un trabajo y experiencia conjuntos de varios especialistas que en su trabajo preliminar han elaborado el servicio de votación y servicio de los libros de visitas gratis, así como los scripts (secuencias de comandos) del CMS (Sistema de gestión de contenidos) profesional (WoCatalog Pro). Pasado un año de la elaboración, el 29 de octubre de 2005 empezó a funcionar la versión Rusa del servicio. En junio de 2007 oficialmente se puso en marcha la versión Inglesa, en agosto – lanzamiento de prueba de la Alemán. Actualmente también son accesibles las versiones Española, Francesa, Árabe, Ucraniana, Rumana y Húngara.

## Capacidades del sistema
- Perfil global en uNet.
- Se ofrecen 235 diseños (plantillas) para crear tu sitio web, además de darte la oportunidad de crear tu propio diseño.
- Ilimitado espacio en disco duro: al registrarse, al usuario se le da 400 MB. Con el crecimiento del número de usuarios se aumenta el espacio en disco.
- Se brinda el dominio del tercer nivel en 21 distintas zonas.
- Posibilidad de adjuntar su propio dominio al sitio.
- Creación/edición ilimitada de los registros MX, creación de los subdominios después de adjuntar un dominio.
- Acceso a través de FTP.
- Soporte técnico gratuito.
- WYSIWYG editor en línea.
- Copia de reserva.
- RSS de importación y exportación.
- Posibilidad de otorgar premios a los usuarios.
- Generación automática de mapa del sitio.

## Módulos
- Usuarios
- Foro
- Blog
- Álbumes de fotos
- Libro de visitas
- Catálogo de artículos
- Mini-chat
- Plantillas
- Noticias del sitio
- Estadísticas
- Catálogo de archivos
- Catálogo de enlaces
- Anuncios
- FAQ
- Pruebas
- Encuestas
- Formularios de correo electrónico
- Tienda en línea
- Video

## Servicios pagos
- Eliminación del copyright del sistema.
- Eliminación del banner de publicidad.
- Aumento del espacio en disco hasta 10 GB.
- Posibilidad de ocultar el contador de uCoz.

## Particularidades
Siendo un sistema SaaS, uCoz posee todos los rasgos propios a éste – cierre del código fuente, imposibilidad de cargar los scripts (secuencias de comando) del servidor y las bases de datos (esto es admisible ya en los límites del concepto Web 3.0 PaaS), lo que se nivela por un gran número de posibilidades incorporadas del sistema. Se puede utilizar las páginas HTML estáticas, pero esto no se recomienda: hay ciertas limitaciones de su utilización y carga.

## Premios
- Web Host Directory September 2008 Best for Ecommerce
- Runet Prize Archivado el 14 de agosto de 2012 en Wayback Machine. 2008 People's Ten; Premio Runet

- Datos: Q286111